# Tourbière de Gimel
La tourbière de Gimel est une tourbière située sur la commune de Saint-Régis-du-Coin dans le département de la Loire.

## Description
La tourbière est située au sud-ouest du massif du Pilat. Elle est établie à une altitude comprise entre 1 189 à 1 230 m. Elle est l'une des sources de la Dunerette. La surface en tourbière s'établit sur une surface de 3 ha, et l'épaisseur maximale de la tourbe est de 1,9 m. C'est un marais formant un bombement et comportant une mosaïque de groupements végétaux. Elle a la particularité de n'avoir jamais été exploité pour sa tourbe.
Elle est en grande partie pâturée par des chevaux sur une courte période annuelle, ce mode d'intervention s'inscrivant dans le plan de gestion mis en œuvre dans l'objectif de freiner la dynamique de végétation. La tourbière est ouverte toute l'année au public. Un sentier de caillebotis agrémenté de panneaux d'informations parcourt le site.

## Histoire
Les datations au carbone 14 ont déterminé l'origine de la tourbière à 6 000 ans avant J. C.
Dans les années 1990, la tourbière a failli disparaitre à la suite d'un projet de tranchée pour ligne électrique. Le projet a été modifié et la tourbière a été classé par la suite réserve biologique dirigée le 28 décembre 1999.

## Milieux naturels et biodiversité

### Protections
Du fait de sa richesse écologique, ce site est inclus dans le site Natura 2000 des « Tourbières du Pilat et landes de Chaussitre ». C'est à ce titre une zone spéciale de conservation (ZSC).
Cette protection concerne aussi les sites proches des tourbières de Panère (Saint-Régis-du-Coin), du Bossu (Saint-Sauveur-en-Rue), des Chaumasses (La Versanne), des Vernels (Planfoy), et de la Digonnière (Saint-Genest-Malifaux).
La tourbière de Gimel est concernée par une zone naturelle d'intérêt écologique, faunistique et floristique de type I, et constitue une réserve biologique dirigée, avec pour objectifs de conserver les biotopes fragiles, de mettre à disposition un milieu de recherche pour les scientifiques, de protéger les paysages et de sensibiliser et informer le public.

### Faune
La tourbière accueille plusieurs espèces de tritons, dont le triton palmé et le triton alpestre, de lézards, dont le lézard vivipare et le lézard des souches, et la vipère péliade. On y observe aussi la cordulie arctique, une libellule remarquable inféodée aux tourbières.

### Flore
On trouve plusieurs habitats tel que les bois tourbeux de pin sylvestre, une tourbière ombrotrophe ou "haut-marais" et une tourbière de transition, intermédiaire entre un "haut-marais" et un "bas-marais".

La flore de la tourbière est composée du rossolis à feuilles rondes (droséra), de la gentiane pneumonanthe ou encore de la linaigrette à feuilles étroites. Dans les bois tourbeux, on trouve la callune, la stellaire des bois, la centaurée des bois, la jasione des montagnes, la succise des prés où la tormentille.

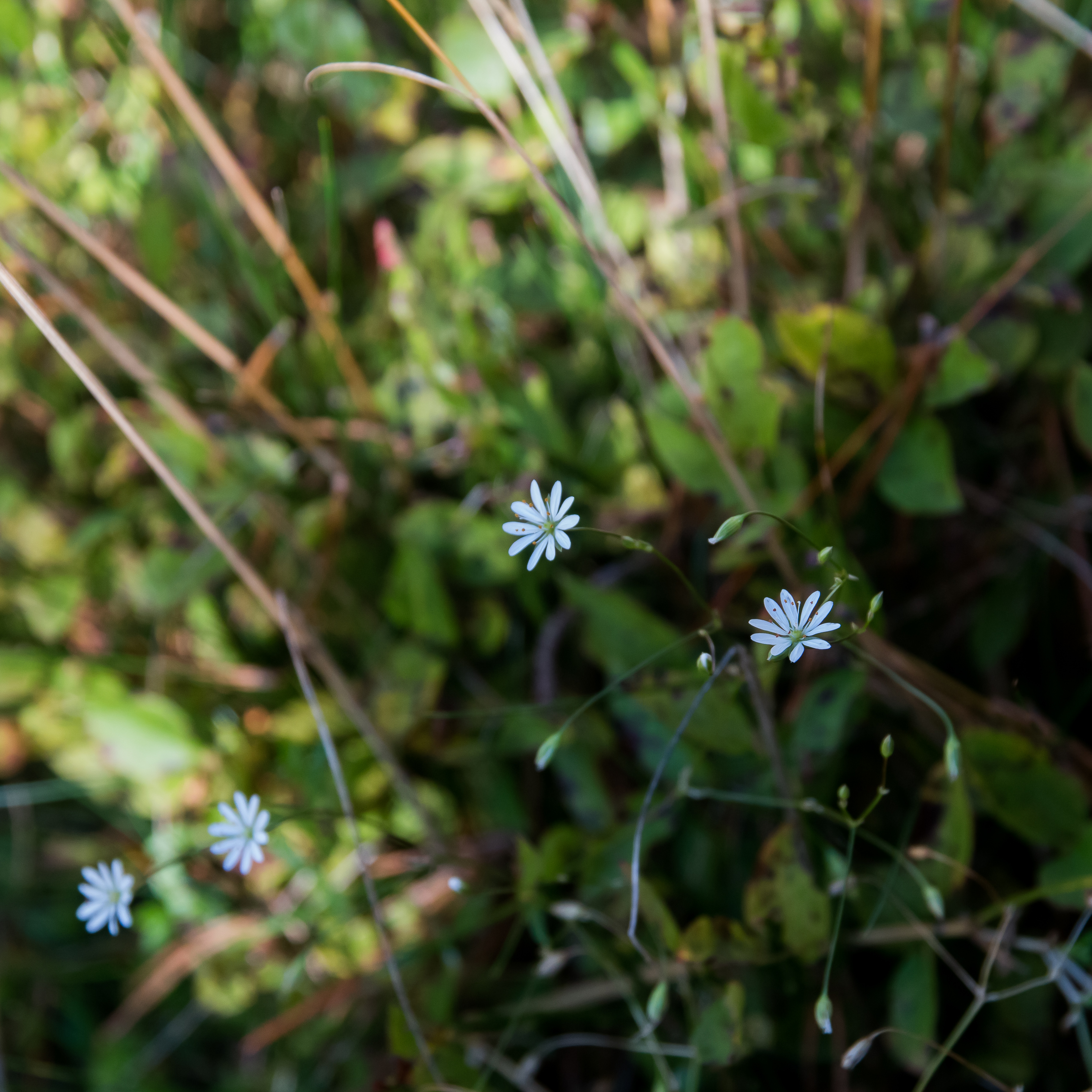
Stellaire des bois
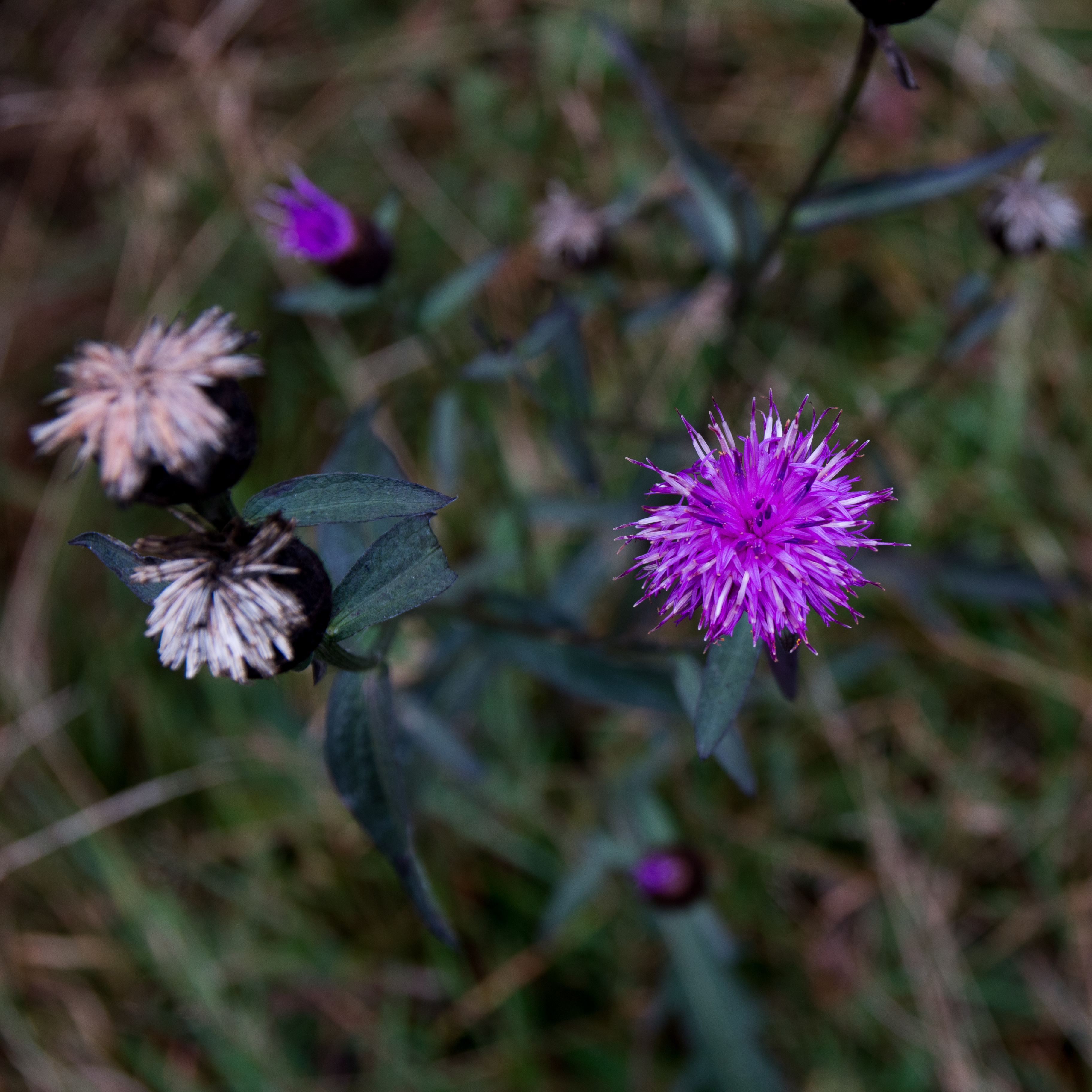
Centaurea nigra
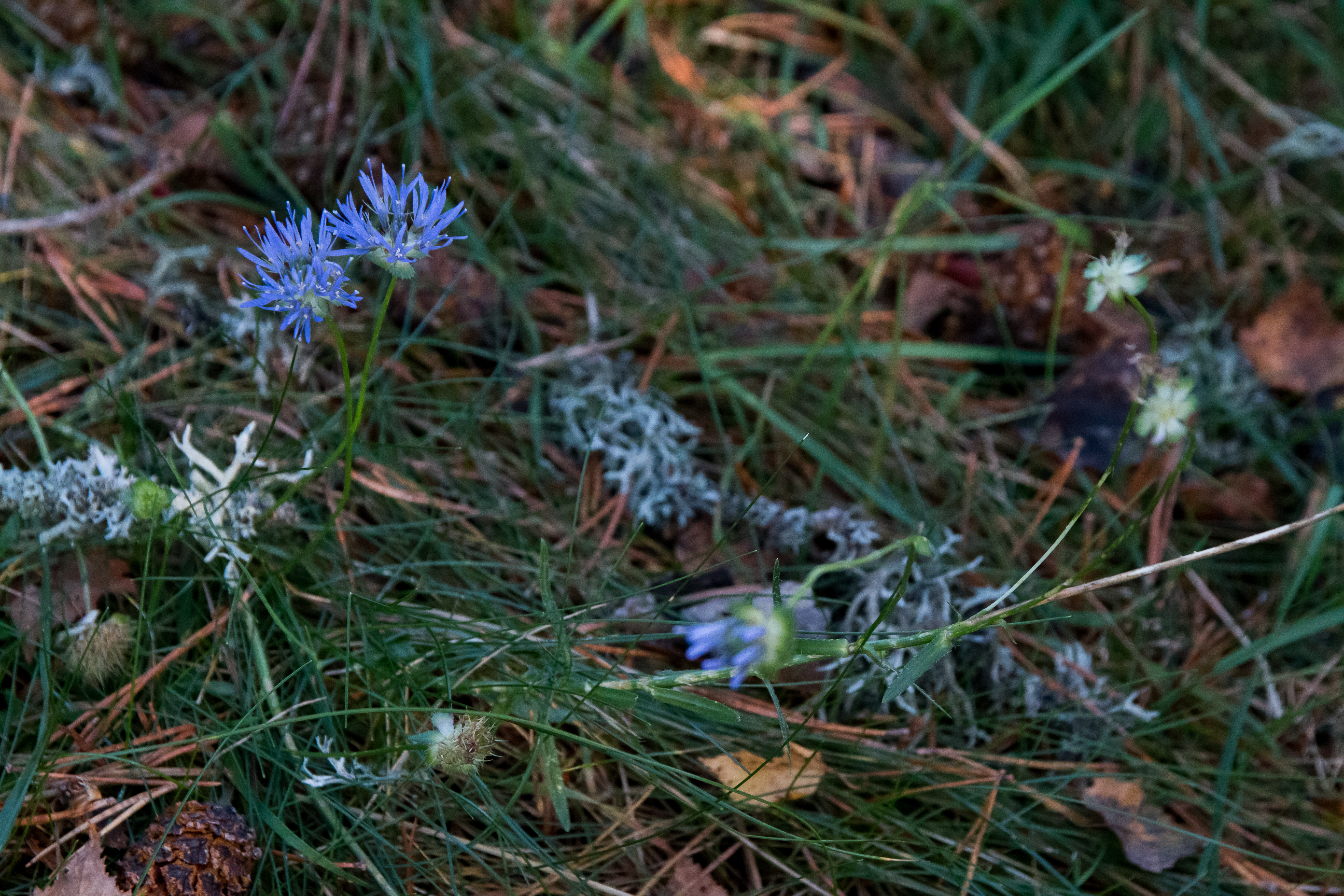
Jasione des montagnes
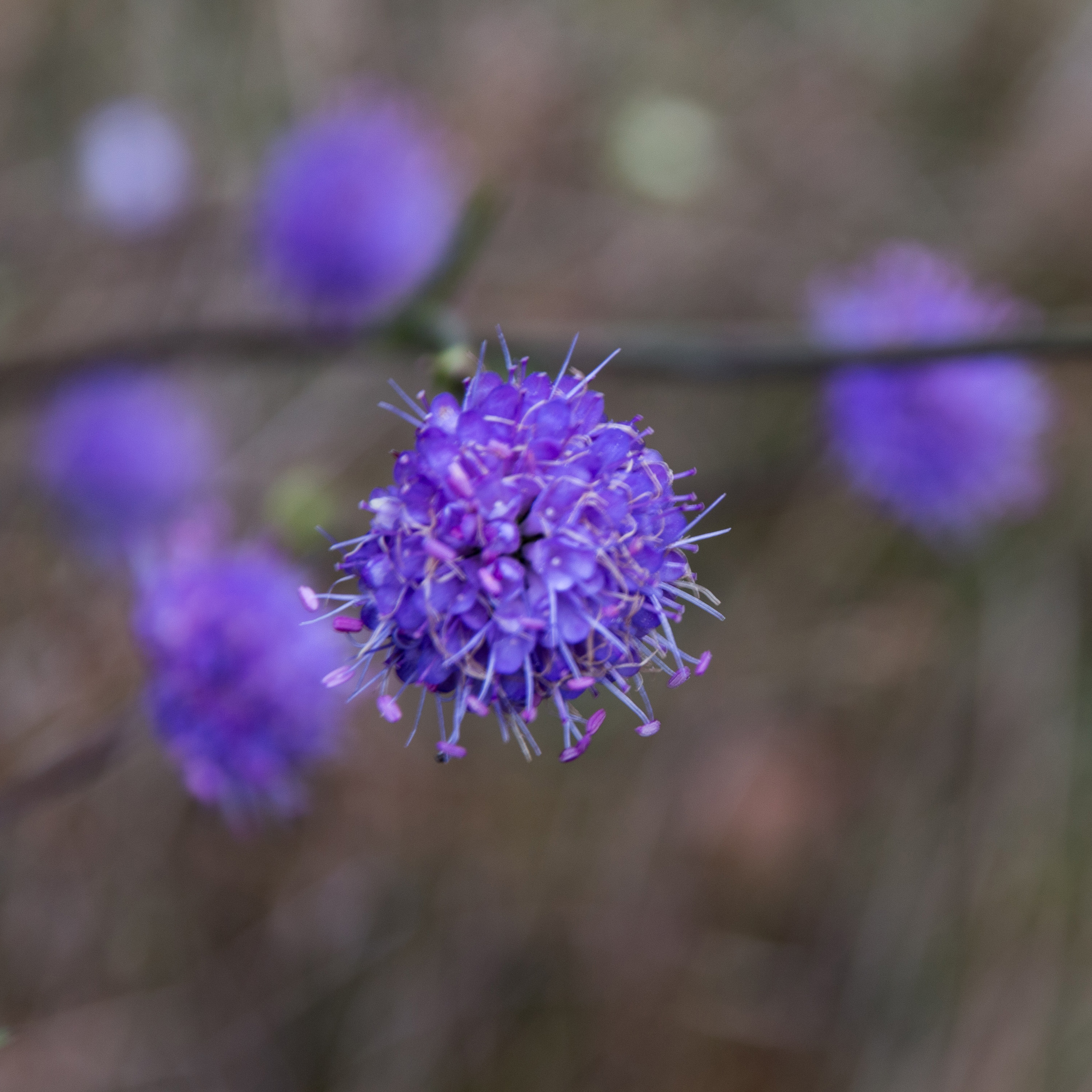
Succise des prés
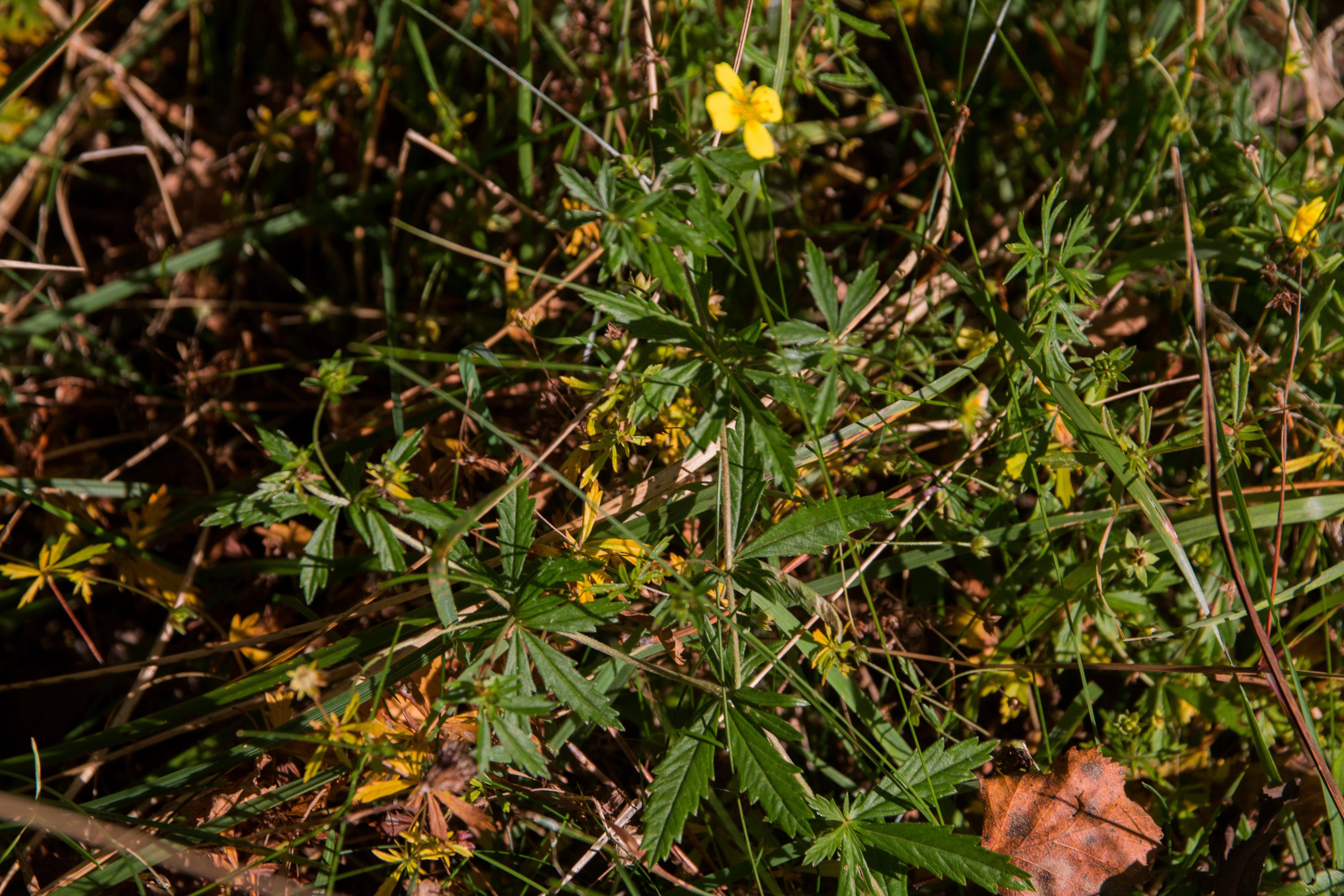
Tormentille